# St. Antonius Eremit (Evinghoven)

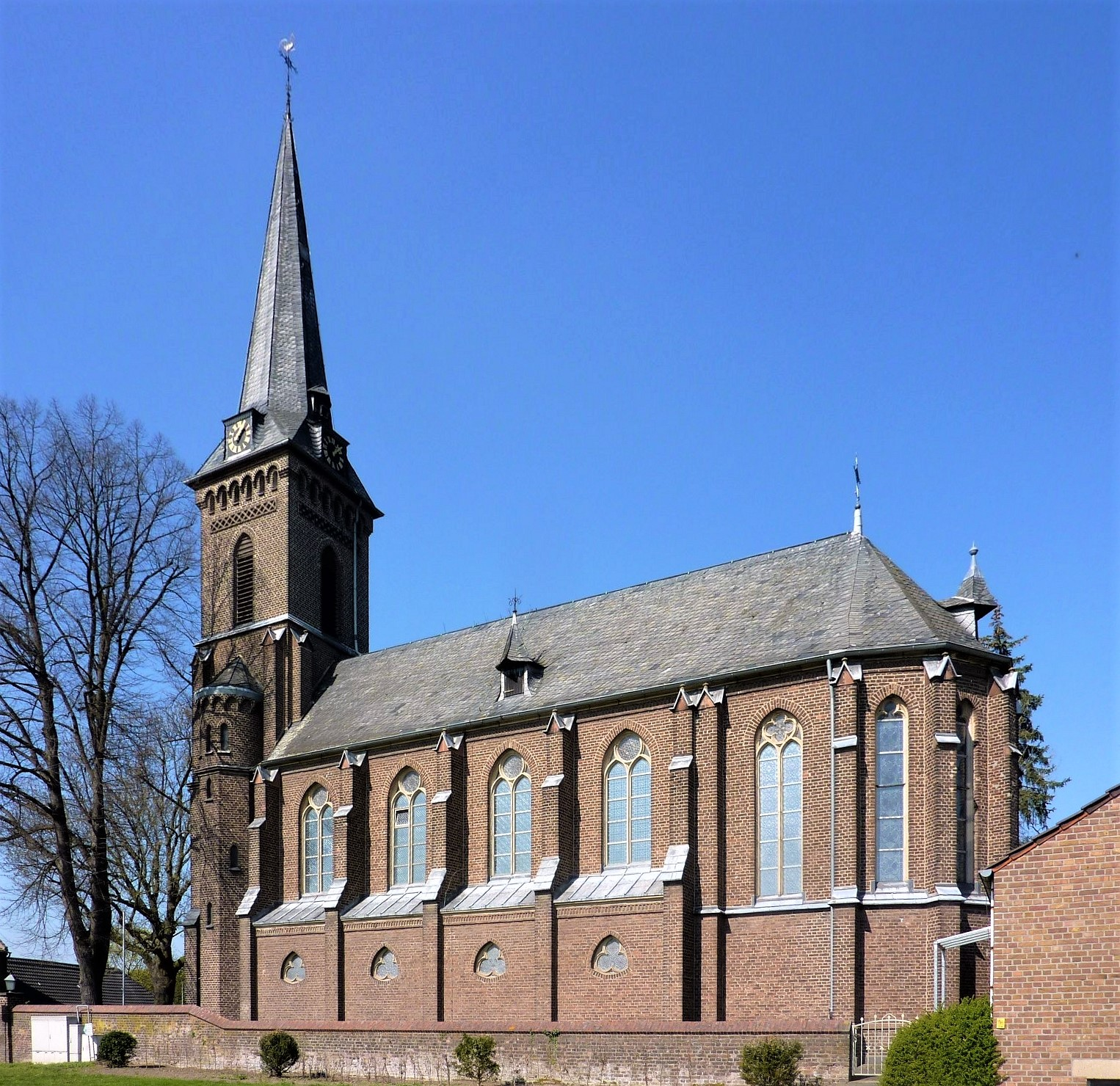
St. Antonius Eremit

St. Antonius Eremit ist die römisch-katholische Kirche von Evinghoven, einem Ortsteil von Rommerskirchen im Rhein-Kreis Neuss.

## Geschichte
Das Antonius-der-Große-Patrozinium (auch: Antonius der Eremit oder Einsiedler)  geht zurück auf eine Kapelle, die 1750 durch das  Kölner Antoniterkloster in Evinghoven errichtet worden war. Das Antoniterkloster besaß einen großen Gutshof im Ort, es existierte aber zunächst keine eigene Kapelle, sondern nur ein Heiligenhäuschen. Die Evinghovener Gläubigen mussten zum Besuch des Gottesdienstes die Kapelle im benachbarten Ikoven aufsuchen. Um vor Ort eine eigene Kapelle zu besitzen, ließ der Präzeptor des Kölner Klosters das Heiligenhäuschen zur St.-Antonius-Eremit-Kapelle erweitern. Zugehörige Pfarrkirche blieb auch nach Errichtung der neuen Kapelle St. Stephanus in Hoeningen.
In den Jahren 1875 bis 1879 wurde durch den Architekten August Carl Lange eine eigene Kirche in Evinghoven im Stil der Neugotik errichtet. Die Kirche besitzt einen vorgesetzten Westturm, ein einschiffiges Langhaus sowie einen 5/8-Chorschluss im Osten. Durch schmale, nicht einmal einen Meter breite Gänge, die durch Säulen vom Langhaus abgetrennt sind sowie durch hochliegende Fenster entsteht architektonisch der geschickte Raumeindruck einer Basilika. So war der Bauaufwand für eine Dorfkirche viel geringer, als es die Errichtung von Seitenschiffen bedeutet hätte.
1893 erfolgte die Erhebung von St. Antonius Eremit zur Pfarrkirche. Heute gehört St. Antonius Eremit zur Pfarreiengemeinschaft Rommerskirchen-Gilbach.